# Ацетат холестерина
Ацетат холестерина — эфир холестерина, усиленный с помощью реакции ацилирования, благодаря чему имеет прочный молекулярный каркас (ацилирование — введение ацильной группы в молекулу органического соединения). Помогает предотвратить реакции перегруппировки молекул, чтобы сохранить углеродный скелет из стероидных молекулярных колец, чтобы можно было использовать конечную структуру в виде стандартного скелета гормональной молекулы. Отдаёт атомы и даёт дополнительную энергию эфиру холестерина для преобразования в гормон. Холестерин может быть использован, как есть, в качестве структурного компонента клеточных мембран, но чтобы он мог быть использован для синтеза стероидных гормонов ему нужна дополнительная энергия.